# Kang Song-san
Kang Song-san (3 de março de 1931 – 25 de junho de 2000) foi um político norte-coreano que serviu como primeiro-ministro da Coreia do Norte de 1984 a 1986 e, novamente, de 1992 a 1997. Ele sucedeu Ri Jong-ok em seu primeiro mandato e Yon Hyong-muk em seu segundo.

## Biografia
Kang nasceu na província de Hamgyong do Norte e se formou na Escola Revolucionária Mangyongdae e na Universidade Kim Il Sung posteriormente indo estudar na União Soviética na Universidade Estadual de Moscou. Ele se tornou instrutor no Comitê Central do Partido dos Trabalhadores da Coreia em 1955. No sexto congresso do partido em 1980, foi eleito membro do Politburo. Em 1984, ele se tornou primeiro-ministro da Coreia do Norte.
Ele foi condecorado com a Ordem de Kim Il Sung em 1982. Kang morreu em 25 de junho de 2000, aos 69 anos.